# 무정도시
《무정도시》는 2013년 5월 27일부터 2013년 7월 30일까지 JTBC에서 방송된 월화 드라마이다.

## 줄거리
악명 높은 마약조직을 무대로 암약하는 언더커버와 그들을 쫓는 경찰조직과의 숨 막히는 사투 속에 세 남녀의 엇갈린 운명과 사랑의 아픔을 가슴 먹먹하게 담아내는 작품이다.

## 등장 인물
- (†) 표시는 드라마 상으로 사망한 인물입니다.
- (‡) 표시는 드라마 상으로 하차한 인물입니다.

### 주요 인물
- 정경호 : 정시현 역 (아역 성유빈) - 본작의 남주인공이자 작중 마약 조직의 前 중간 보스. 별칭 박사아들, 박사.
- 남규리 : 윤수민 역 - 본작의 여주인공.
- 이재윤 : 지형민 역 - 본작의 서브 남주인공. 마약수사과 특수부 과장.
- 손창민 : 민홍기 역 - 경찰청 수사국장. 지형민의 경찰대 선배.
- 김유미 : 이진숙 역 - 본작의 서브 여주인공이자 만악의 근원.

### 경찰 주변인물
- 김종수 : 강민섭 역(†, 1회 ~ 6회) - 경찰청장. 문덕배(사파리)에 의해 헤드샷으로 총을 쏘다가 살해당했다.

#### 특수부
- 강세정 : 이경미 역(†, 1회 ~ 4회) (아역 박서연) - 스나이퍼 킬러의 의해 헤드샷으로 쏘다가 살해당했다.
- 윤이나 : 서윤경 경위 역 - 마약수사과 특수부 경위.
- 박수영 : 양반장 역 - 마약수사과 특수부 반장
- 이무생 : 김도훈 역 - 마약수사과 특수부 형사.
- 최권 : 신형사 역 - 마약수사과 특수부 형사.

#### 검찰
- 길용우 : 검찰총장 역
- 김정학 : 안경찬 검사 역
- 송민지 : 차효주 기자 역
- 정수영 : 오정연 역 - 형민과 사법연수원 동기.

### 범죄자 주변인물

#### 박사 주변인물
- 윤현민 : 김현수 역(†) - 별칭 수, 시현의 오른팔이자 십년지기 벗. 부산 조직인 조회장의 부하들의 의해 칼에 찔려 살해당했다.
- 정문성 : 오기철 역(†, 1회 ~ 19회) - 시현(박사 아들)의 왼팔 및 비서. 19회에서 민국장에 의해 정시현과 윤수민을 배신하다가 민국장에 의해 총을 쏴버리자 사망했다.
- ? : 강호 역 - 현수(수)의 비서.
- 심민 : 한주영 역

#### 사파리 주변인물
- 최무성 : 문덕배 역(†, 1회 ~ 19회) - 본작의 前 만악의 근원. 별칭 사파리. 11회에서 신분증을 보여주면서 문덕배(사파리)가 경찰인줄 알고 경찰조사 받다가 갱생한 캐릭터로 등극되었다. 19회에서 민국장의 의해 총을 쏴버리자 의식을 잃은 채로 사망했다.
- 김효선 : 김은수 역 (1회 ~ 18회) - 킬러.
- 이호성 : 낭만이사 역(†, 1회 ~ 8회) - 사파리와 김은수에 의해 납치하자 트렁크에 실어 사망했다.

#### 부산에서 온 빌런
- 김종구 : 조회장 역 (8회 ~ 20회) - 본작의 진 최종 보스. 마지막회에서 박사 아들이 수의 복수로 의해 총을 쏴버린다.
- 백승우 : 강목 역 (9회 ~ 17회) - 본작의 서브 빌런이자 중간 보스. 조회장의 오른팔. 박사 아들과 지형민의 협공으로 인해 체포당하자 취조실에서 경찰조사 받다가 구속 및 사형.
- 정지순 : 조하늘 이사 역(†, 8회, 13회) - 조회장의 아들. 윤수민을 강간하는 후에 사파리가 시켜 김은수에 의해 칼에 찔려 사망했다.

#### 저울파
- 김병옥 : 김경식 역(†, 1회 ~ 15회) - 별칭 저울. 저울파 보스, 부산 조직인 조회장과 강목에 의해 살해당했다.
- 김민상 : 김춘섭 역 - 본작의 저울 아래의 前 중간 보스. 별칭 김뽕.
- 김양우 : 박태수 역(‡, 1회, 5회) - 본작의 엑스트라 보스. 별칭 넙치, 룸살롱에서 강호와 부하들과 싸우다가 납치당하면서 또한 지형민한테 납치당하다가 체포되자 교도소에서 수감된다.

### 그 외 주변 인물
- 박성일
- 윤이나
- 오초희
- 성창호 : 건달 역
- 김재화 : 박은애 역 (5회)
- 양명헌 스나이퍼 킬러 역 (†, 3회, 18회, 19회) - 본작의 경미를 죽인 흑막. 19회에서 박사 아들이 이경미를 죽인 복수로 의해 칼에 찔린 후 오기철에 의해 총을 쏴 사망한다.
- 이유준 : 필준 역
- 주현진
- 박민수
- 이규복 : 박경호 역
- 서지연 : 마담 역
- 김수환 : 박교도관 역
- ?: 이빨 역 (†, 1회 ~ 5회) - 시현(박사 아들)과 기철에게 납치당하자 김은수에 의해 칼에 찔려 사망한다.
- ? : 이진숙을 강간하는 사파리 부하 역(‡) (3회) - 양반장, 김도훈, 신형사의 의해 이진숙을 강간하다가 체포당했다.

## 사운드 트랙
2013년 6월 18일부터 김용진, 비비안, 조정희의 수록곡이 차례로 선공개되었다.
아래는 싱글앨범과 정규앨범에 포함된 곡들이며, 정렬기준은 출시 순이다.

### Part.1
| #  | 제목              | 작사   | 작곡 | 재생 시간 |
| -- | ----------------- | ------ | ---- | --------- |
| 1. | 〈상처〉 (김용진) | 서승희 | 1601 | 3:20      |

### Part.2
| #  | 제목            | 작사   | 작곡 | 재생 시간 |
| -- | --------------- | ------ | ---- | --------- |
| 1. | 〈나비〉 (혜림) | 지미선 | 1601 | 3:20      |

### Part.3
| #  | 제목                  | 작사 | 작곡 | 재생 시간 |
| -- | --------------------- | ---- | ---- | --------- |
| 1. | 〈Everyday〉 (조정희) | 미요 | 미요 | 3:20      |

## 시청률
| 2013년 | 2013년   | 2013년         |
| 회차   | 방송일   | AGB닐슨 시청률 |
| ------ | -------- | -------------- |
| 제1회  | 5월 27일 | 0.562%         |
| 제2회  | 5월 28일 | 0.680%         |
| 제3회  | 6월 3일  | 0.545%         |
| 제4회  | 6월 4일  | 0.876%         |
| 제5회  | 6월 10일 | 0.909%         |
| 제6회  | 6월 11일 | 0.811%         |
| 제7회  | 6월 17일 | 0.707%         |
| 제8회  | 6월 18일 | 0.842%         |
| 제9회  | 6월 24일 | 0.782%         |
| 제10회 | 6월 25일 | 0.546%         |
| 제11회 | 7월 1일  | 0.969%         |
| 제12회 | 7월 2일  | 0.851%         |
| 제13회 | 7월 8일  | 0.739%         |
| 제14회 | 7월 9일  | 0.870%         |
| 제15회 | 7월 15일 | 0.743%         |
| 제16회 | 7월 16일 | 0.653%         |
| 제17회 | 7월 22일 | 0.851%         |
| 제18회 | 7월 23일 | 0.791%         |
| 제19회 | 7월 29일 | 0.759%         |
| 제20회 | 7월 30일 | 0.838%         |

## 경쟁 프로그램
- 상어 (KBS 2TV, 2013년 5월 27일 ~ 2013년 7월 30일)
- 구가의 서 (MBC, 2013년 4월 8일 ~ 2013년 6월 25일)
- 불의 여신 정이 (MBC, 2013년 7월 1일 ~ 2013년 10월 22일)
- 장옥정, 사랑에 살다 (SBS, 2013년 4월 8일 ~ 2013년 6월 25일)
- 황금의 제국 (SBS, 2013년 7월 1일 ~ 2013년 9월 17일)

| JTBC 월화드라마                                             | JTBC 월화드라마                              | JTBC 월화드라마                                |
| 이전 작품                                                   | 작품명                                       | 다음 작품                                      |
| ----------------------------------------------------------- | -------------------------------------------- | ---------------------------------------------- |
| 우리가 결혼할 수 있을까 (2012년 10월 29일 ~ 2013년 1월 1일) | 무정도시 (2013년 5월 27일 ~ 2013년 7월 30일) | 그녀의 신화 (2013년 8월 5일 ~ 2013년 10월 8일) |